# Gornje Krajince
Gornje Krajince (cyr. Горње Крајинце) – wieś w Serbii, w okręgu jablanickim, w mieście Leskovac. W 2011 roku liczyła 738 mieszkańców.